# Extrusothecium kobense
Extrusothecium kobense är en svampart som beskrevs av Matsush. 2003. Extrusothecium kobense ingår i släktet Extrusothecium, ordningen Pleosporales, klassen Dothideomycetes, divisionen sporsäcksvampar och riket svampar.   Inga underarter finns listade i Catalogue of Life.